# Gramade, Kiustendil
Gramade (în bulgară Грамаде) este un sat în comuna Dupnița, regiunea Kiustendil,  Bulgaria. 

## Demografie
Componența etnică a satului Gramade
     Bulgari (100%)
     Nicio identificare (0%)
     Altele (0%)
La recensământul din 2011, populația satului Gramade era de 52 locuitori. Din punct de vedere etnic, majoritatea locuitorilor (100,0%) erau bulgari. Pentru 0,0% din locuitori nu este cunoscută apartenența etnică.